# Chamblanc
Chamblanc ist eine französische Gemeinde mit 464 Einwohnern (Stand 1. Januar 2022) im Département Côte-d’Or in der Region Bourgogne-Franche-Comté.
Sie gehört zum Kanton Brazey-en-Plaine und zum Arrondissement Beaune.
Nachbargemeinden sind Pagny-la-Ville im Norden, Pagny-le-Château im Osten, Lanthes im Südosten, Seurre im Süden und Labruyère im Westen.

## Siehe auch

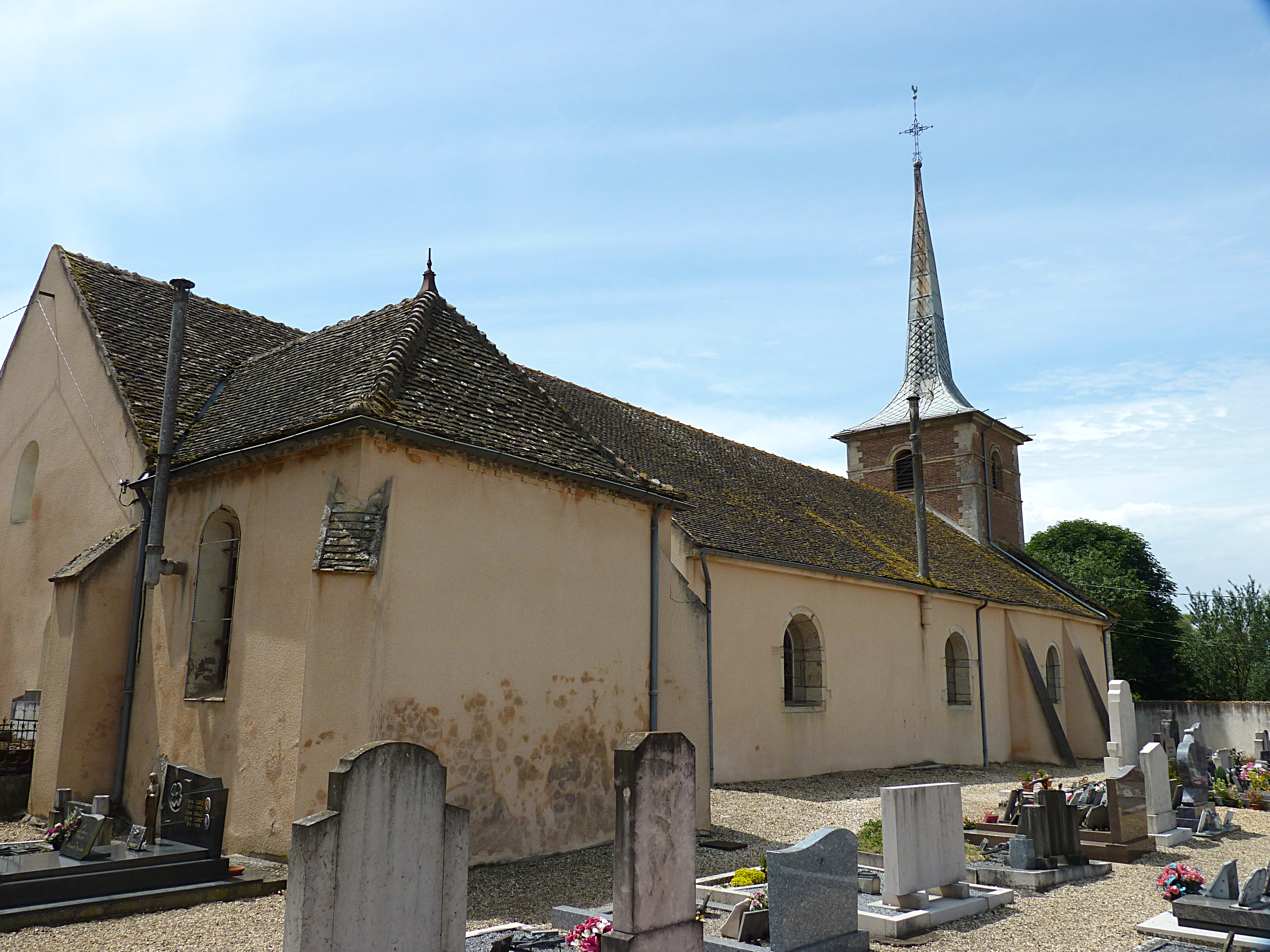
Kirche Nativité-de-la-Vierge

## Bevölkerungsentwicklung
| Jahr                       | 1962 | 1968 | 1975 | 1982 | 1990 | 1999 | 2008 | 2016 |
| -------------------------- | ---- | ---- | ---- | ---- | ---- | ---- | ---- | ---- |
| Einwohner                  | 433  | 406  | 423  | 442  | 397  | 404  | 505  | 459  |
| Quellen: Cassini und INSEE |      |      |      |      |      |      |      |      |